# La fantasía de la individualidad
La fantasía de la individualidad. Sobre la construcción sociohistórica del sujeto moderno es un libro tipo ensayo de la autora Almudena Hernando, publicado por primera vez en agosto de 2012 en Buenos Aires. La obra aborda la construcción de las identidades de las personas a lo largo del tiempo, desde las evidencias prehistóricas a los tiempos modernos y actuales, tomando en consideración el discurso social y la actuación de los miembros de la sociedad, de acuerdo a diferentes mecanismos colectivos y subjetivos, algunos conscientes, de pretensión de seguridad y control material del mundo. Hernando Parte de premisas etnoarqueológicas, pero claramente realiza un estudio multidisciplinario. Propone "una reflexión sobre las diferencias en el modo en que hombres y mujeres construyen su identidad desde una perspectiva dinámica, teniendo en cuenta sus genealogías históricas. Filosofía, sociología, antropología, psicoanálisis, arqueología e historia se amalgaman en este intento interdisciplinar y heterodoxo, que escapa de las aproximaciones disciplinares tradicionales y reclama la importancia de los objetos como expresión de dinámicas inconscientes de la cultura". Realiza una explicación sociohistórica de las diferencias que actualmente presentan las identidades de hombres y mujeres en el mundo occidental. Es una obra relevante en el marco del feminismo, de los estudios de género y de crítica a la modernidad.

## Pensamiento
La tesis central del ensayo indica que el orden patriarcal, por medio del régimen de verdad derivado de la Ilustración, hace necesaria la subordinación de las mujeres para generar dos convicciones generalizadas: que el individuo es autónomo de la comunidad y que la razón es superior a la emoción. En la conclusiones, quedará claro que el ensayo toma distancia del concepto de género y de la lucha feminista por la igualdad, porque la solución para disolver el orden patriarcal consiste en combatir la naturalización de las diferencias con motivo del género y en promover la forma de identidad que Hernando llama la individualidad independiente, a saber, una subjetividad atenta tanto a la emoción como a la razón.
La investigación histórica se desarrolla sobre la tesis de que la disociación razón-emoción constituye la clave del orden patriarcal y de las trayectorias identitarias de hombres y mujeres, a partir de la cual se han conformado sus relaciones de género e identidades diferenciadas. Para ello, se servirá del análisis del comportamiento de los bonobos, especie, según la autora, con la que compartimos más rasgos que con el chimpancé común.
Hernando defiende que la individualidad es una fantasía, ya que la razón y la emoción van juntas. No existe el individuo si no existe la sociedad y no es posible la racionalidad separada de la emotividad, puesto que es el sentimiento de pertenencia a un grupo lo que da seguridad y razón de ser al individuo. El patriarcado no forma parte del orden natural, sino que es producto de una construcción cultural.
La dispar trayectoria identitaria de hombres y mujeres enlaza con la afirmación de que la disociación “razón-emoción” constituye la clave del orden patriarcal, ya que fue la progresiva diferenciación entre la especialización de los hombres en la racionalización del mundo y la de las mujeres en la construcción de los vínculos emocionales la que ha dado a aquellos el poder.

## Ediciones
La fantasía de la individualidad fue publicada en 2012 por Katz Editores, con una impresión argentina y otra española. Es el resultado de una estancia de investigación en el Real Colegio Complutense en Harvard. En 2018 fue editado en el proyecto Traficantes de Sueños, Madrid, bajo la licencia de cultura libre Creative Commons, en su colección Mapas. La edición de 2018 respetó literalmente el texto original, pero no incluye el prólogo de 2012, en su lugar tiene un prefacio en el cual matiza su idea de emoción y anticipa las investigaciones actuales de la autora alrededor del cuerpo.

## Sinopsis
La obra está estructurada en 10 capítulos más uno final, en las que da las conclusiones derivadas de los anteriores.
En el capítulo 1 “Planteamientos generales” habla de cómo la “fantasía de la individualidad” se basa en la creencia de que el individuo es completamente autónomo respecto de la comunidad y la razón es autónoma e independiente de las emociones. Esto es una convicción falsa que, sin embargo, sostiene el orden social, la ciencia clásica y la identidad de los hombres que rigen la sociedad. En el capítulo 2, titulado “Sexo y género”, sostiene que el concepto de “género” alude fundamentalmente a las diferencias en el grado de individualización de varones y mujeres. En “El origen”, capítulo 3, busca el origen del orden patriarcal y lo vincula al prestigio asociado a las actividades masculinas debidas a su grado de movilidad y riesgo. El género Homo prolongó los tiempos de desarrollo de sus crías, lo que originó la dependencia maternal. Así, paulatinamente, comenzó a haber diferencias de poder.
En el capítulo 4 “La identidad relacional. O la identidad cuando no se tiene poder sobre el mundo", la autora desarrolla los tipos de identidades que se conformaron en la historia, entre los cuales la identidad relacional resulta la propia de las mujeres y de quienes no tienen “poder sobre el mundo”. Y en el capítulo 5 “La individualidad. O la identidad cuando se posee poder sobre el mundo”, sostiene que la identidad individual es producto, en principio, de la división sexual del trabajo, que permitió que los hombres comenzaran a concebirse a sí mismos como individuos. Definirá en el siguiente  “La identidad relacional/identidad individualizada. La apariencia de las cosas”, tras describir su experiencia con comunidades indígenas americanas, la “identidad relacional”, donde la persona solo se concibe a sí misma como parte de una totalidad más amplia, el grupo.
En el capítulo 7 "La fantasía de la individualidad I: Mujeres e identidad de género", explica como la adquisición de las habilidades para la lectura y la escritura permitieron a los hombres avanzar en el proceso de individualización ya que favorecen los procesos de abstracción. Solo algunas mujeres, pertenecientes a las élites, las adquirieron en época premoderna y eso supuso para ellas tener que refugiarse en los conventos para poder conservar su autonomía y libertad. También surgió paralela a la mayor individuación del varón en la cultura patriarcal occidental, el culto a la Virgen Inmaculada como modelo ideal de sumisión, de mujer sin deseos sexuales propios y madre por excelencia.
En los capítulos 8 "La fantasía de la individualidad II: La actuación (inconsciente) de la identidad relacional por parte de los hombres" y 9 "Individualidad dependiente e individualidad independiente", analiza cómo los hombres poseen emociones que no logran controlar o entender y que por eso las niegan.
En el capítulo 10, “A vueltas con el sexo y con el género”, Hernando propone una construcción de una individualidad independiente que marque una ruptura con la posición de subordinación de las mujeres.
En el capítulo 11, "Conclusiones", la autora señala el fracaso de la Ilustración para cumplir con las promesas de lograr desde la razón, un mundo más justo y emancipado. Heredada de la Ilustración, la “fantasía de la individualidad” implica creer que la racionalidad y la individualidad son las únicas garantes del progreso, la libertad y la emancipación. Sin embargo, el resultado de este proyecto son sujetos cosificados, que niegan las emociones como dimensión central de sus identidades, y que acaban individualizados, vulnerables y necesitados de sus comunidades.